# Triphleba excisa
Triphleba excisa är en tvåvingeart som först beskrevs av William Lundbeck 1921.  Triphleba excisa ingår i släktet Triphleba och familjen puckelflugor. Arten är reproducerande i Sverige. Inga underarter finns listade i Catalogue of Life.